# Paolo Ferrara (attore)
Paolo Ferrara (Stilo, 30 luglio 1892 – Roma, 19 febbraio 1965) è stato un attore italiano.

## Biografia
Dopo la licenza liceale si interessa di teatro e con varie compagnie recita dai primi anni dieci fino al periodo bellico.

### Il cinema
Nel cinema esordisce in età ormai matura (1936) con un piccolo ruolo in Pensaci, Giacomino! di Gennaro Righelli. Ha partecipato a diversi film di Totò facendo il ruolo del commissario nel film Letto a tre piazze e il conduttore del vagone letto in Totò a colori.
Nel film Totò e i re di Roma Ferrara offre lo spunto a Totò per cimentarsi in varie gag mentre tenta di passare l'esame per la licenza elementare sotto lo sguardo severo di Alberto Sordi. Nel film Un eroe dei nostri tempi è alle prese con lo stesso Sordi, affetto da paure e manie di persecuzione; in qualità di commissario, Paolo Ferrara si vede costretto più volte ad ammonirlo per il suo comportamento ambiguo.
Fino al 1965, anno della sua morte, appare in una cinquantina di film, sempre come caratterista.

### Il doppiaggio
Dotato di una voce possente, Ferrara doppiò sempre attori di stazza robusta che necessitavano di un timbro vocale forte e autoritario, però a differenza di altri colleghi, l'attore diede molto raramente una inflessione dialettale alla propria voce durante l'attività di doppiaggio, esprimendosi sempre in italiano.
Segue una lista parziale degli attori doppiati da Ferrara.
- Saro Urzì in Il cammino della speranza
- Ciccio Barbi in Bravissimo
- Salvatore Campochiaro in Totò e Marcellino
- Fernand Sardou in I tartassati
- Walter Barnes in Un dollaro d'onore

Fu doppiato a sua volta da:
- Mario Besesti in Le infedeli
- Carlo Romano in La lupa

## Filmografia

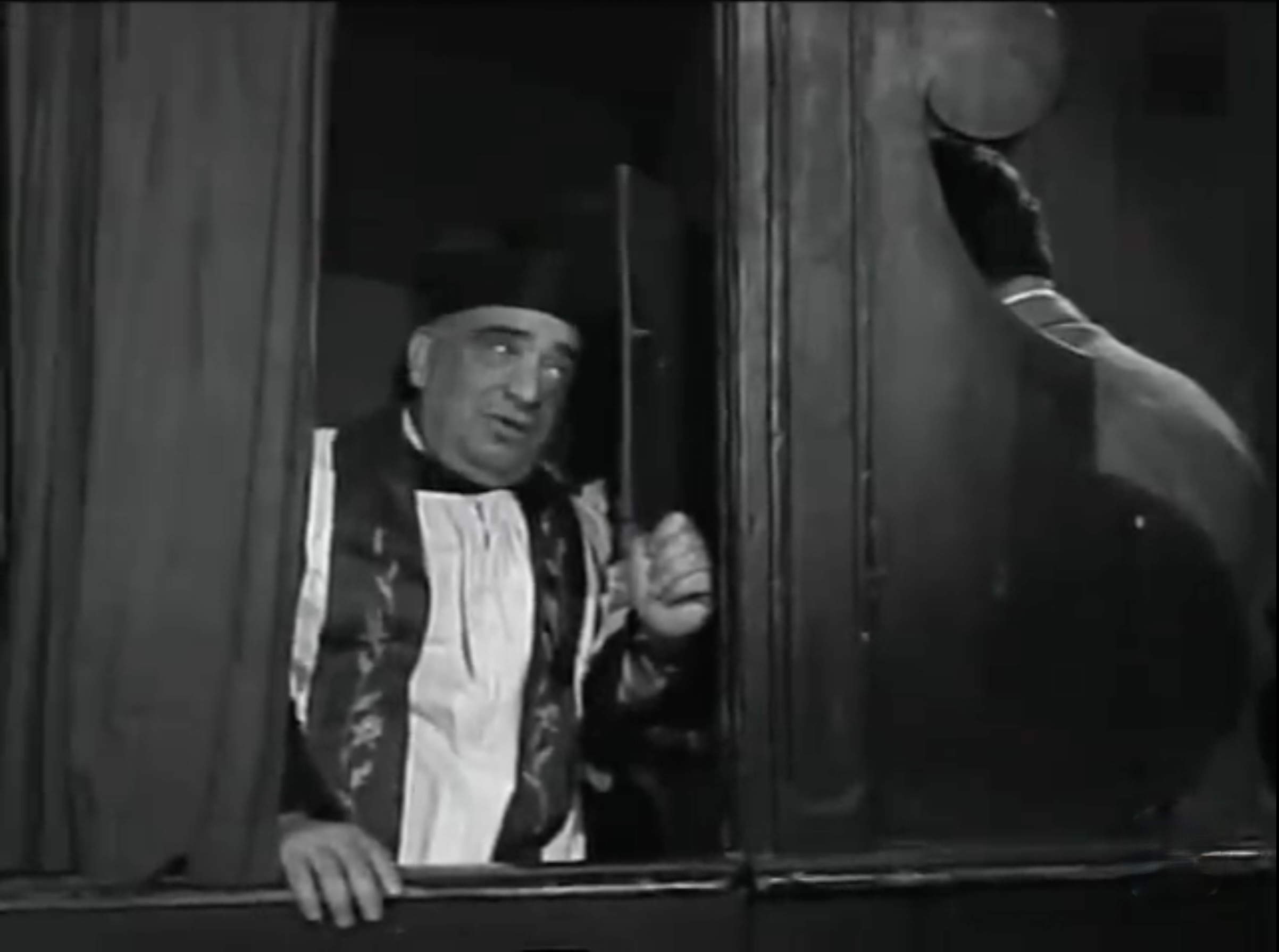
Paolo Ferrara nel ruolo del confessore nel film Onore e sangue (1957)

### Cinema
- Pensaci, Giacomino!, regia di Gennaro Righelli (1936)
- Il feroce Saladino, regia di Mario Bonnard (1937)
- Ettore Fieramosca, regia di Alessandro Blasetti (1938)
- Terra di fuoco, regia di Marcel L'Herbier e Giorgio Ferroni (1938)
- L'ultimo scugnizzo, regia di Gennaro Righelli (1938)
- Il barone di Corbò, regia di Gennaro Righelli (1939)
- Imputato, alzatevi!, regia di Mario Mattoli (1939)
- Non me lo dire!, regia di Mario Mattoli (1940)
- Ore 9: lezione di chimica, regia di Mario Mattoli (1941)
- Se non son matti non li vogliamo, regia di Esodo Pratelli (1941)
- I mariti (Tempesta d'anime), regia di Camillo Mastrocinque (1941)
- Noi vivi, regia di Goffredo Alessandrini (1942)
- Addio Kira!, regia di Goffredo Alessandrini (1942)
- Labbra serrate, regia di Mario Mattoli (1942)
- Il treno crociato, regia di Carlo Campogalliani (1942)
- Fuga a due voci, regia di Carlo Ludovico Bragaglia (1942)
- Spie tra le eliche, regia di Ignazio Ferronetti (1943)
- 4 ragazze sognano, regia di Guglielmo Giannini (1943)
- Inviati speciali, regia di Romolo Marcellini (1943)
- L'ultima carrozzella, regia di Mario Mattoli (1943)
- Torna a Sorrento, regia di Carlo Ludovico Bragaglia (1945)
- La primula bianca, regia di Carlo Ludovico Bragaglia (1946)
- Furia, regia di Goffredo Alessandrini (1947)
- Il corriere di ferro, regia di Francesco Zavatta (1947)
- Molti sogni per le strade, regia di Mario Camerini (1948)
- Il brigante Musolino, regia di Mario Camerini (1950)
- Vita da cani, regia di Steno e Monicelli (1950)
- È più facile che un cammello..., regia di Luigi Zampa (1951)
- Atto di accusa, regia di Giacomo Gentilomo (1951)
- Cameriera bella presenza offresi..., regia di Giorgio Pàstina (1951)
- Anna, regia di Alberto Lattuada (1951)
- Totò e i re di Roma, regia di Steno e Mario Monicelli (1951)
- La famiglia Passaguai fa fortuna, regia di Aldo Fabrizi (1952)
- Processo contro ignoti, regia di Guido Brignone (1952)
- Totò a colori, regia di Steno (1952)
- Le infedeli, regia di Steno e Monicelli (1953)
- La lupa, regia di Alberto Lattuada (1953)
- Vortice, regia di Raffaello Matarazzo (1953)
- Torna!, regia di Raffaello Matarazzo (1953)
- L'età dell'amore, regia di Lionello De Felice (1953)
- L'uomo, la bestia e la virtù, regia di Steno (1953)
- Questa è la vita, regia di Aldo Fabrizi, episodio Marsina stretta (1954)
- Vestire gli ignudi, regia di Marcello Pagliero (1954)
- Proibito, regia di Mario Monicelli (1954)
- Un eroe dei nostri tempi, regia di Mario Monicelli (1955)
- Amici per la pelle, regia di Franco Rossi (1955)
- Il bigamo, regia di Luciano Emmer (1955)
- Suor Letizia, regia di Mario Camerini (1956)
- Maruzzella, regia di Luigi Capuano (1956)
- Padri e figli, regia di Mario Monicelli (1957)
- Onore e sangue, regia di Luigi Capuano (1957)
- Mariti in città, regia di Luigi Comencini (1957)
- Amore e chiacchiere, regia di Alessandro Blasetti (1957)
- Adorabili e bugiarde, regia di Nunzio Malasomma (1958)
- Carosello di canzoni, regia di Luigi Capuano (1958)
- Carmela è una bambola, regia di Gianni Puccini (1958)
- Un militare e mezzo, regia di Steno (1959)
- Letto a tre piazze, regia di Steno (1960)
- Il gobbo, regia di Carlo Lizzani (1960)
- Totò diabolicus, regia di Steno (1962)
- L'ultimo rififi, regia di Juan Atienza (1964)

### Televisione
- Aprite: polizia!, regia di Daniele D'Anza, episodio Ragazze in vetrina (1958)